# Agente indiano

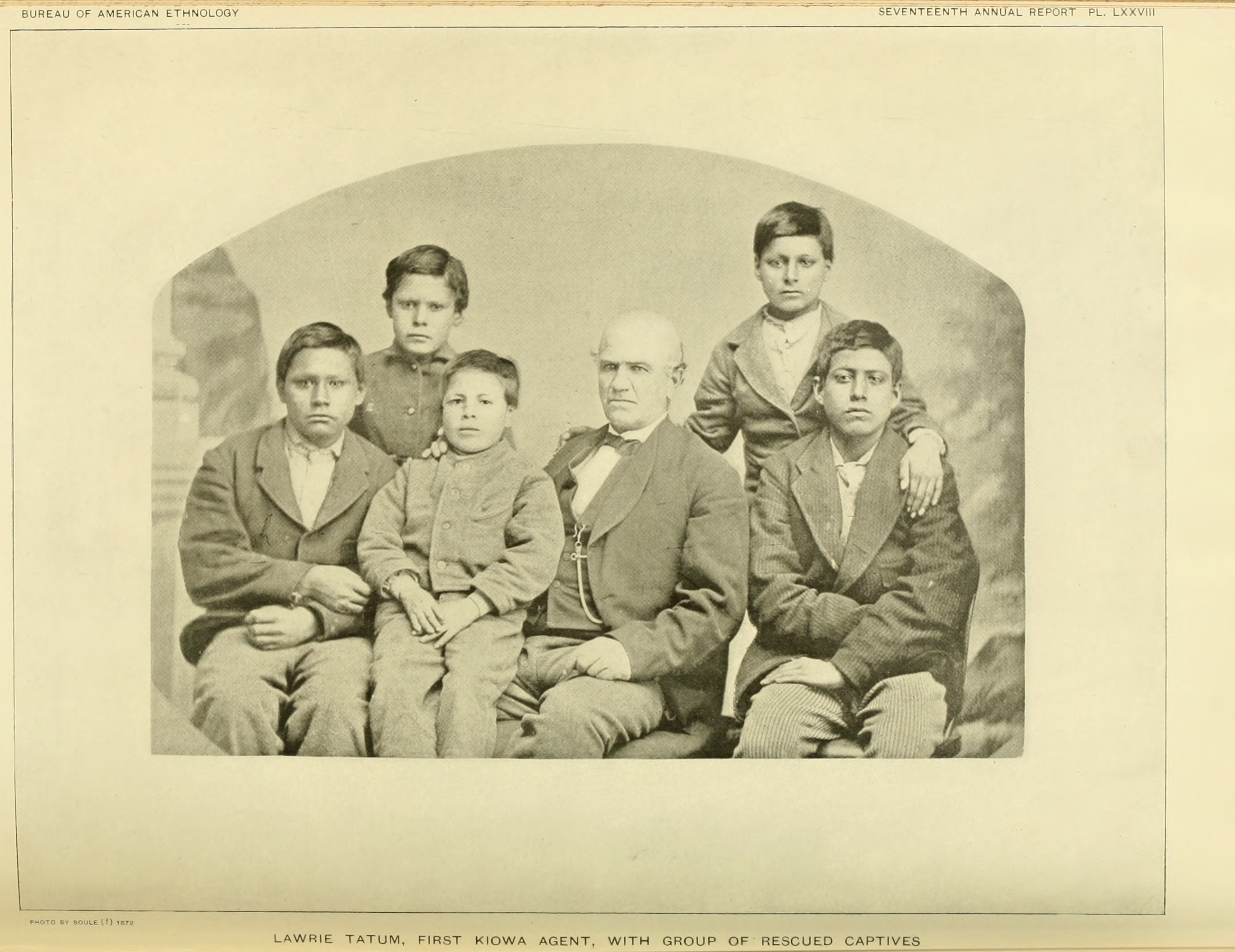
L'agente indiano presso i Kiowa Lawrie Tatum assieme ad alcuni ragazzi della tribù (1872)

L'agente indiano era un funzionario governativo incaricato di intrattenere rapporti ufficiali con le tribù di nativi americani. La figura dell'agente indiano, particolarmente diffusa nel Nordamerica tra il XIX e la prima metà del XX secolo, esisteva negli Stati Uniti d'America e in Canada. Spesso dai metodi crudeli e corrotti, il ruolo degli agenti indiani fu determinante nell'assoggettamento delle tribù ai governi centrali.

## Ruolo

### Stati Uniti d'America
Per lungo tempo l'agente indiano agì da vero e proprio ambasciatore del governo degli Stati Uniti d'America nei confronti delle varie tribù di nativi americani. Data la frammentazione politica dei nativi, gli statunitensi crearono nel tempo molteplici agenzie col compito di trattare ognuna con una diversa tribù. Dopo l'istituzione delle riserve indiane l'agente rappresentava spesso anche il ruolo di gestore finanziario della tribù, così come di mediatore tra essa e gruppi esterni come enti politici locali, gruppi di coloni e commercianti. Compito dell'agente indiano, secondo le autorità, era quello di "civilizzare" i nativi e quindi integrarli nella società americana. In realtà nella maggioranza dei casi l'agente aveva mandato dal governo di rendere la tribù quanto più dipendente possibile dai sussidi statali, in modo da mantenerla maggiormente controllabile.
Spesso nel gergo dei nativi l'agente indiano era chiamato Piccolo Padre, per distinguerlo dal Grande Padre a capo dei bianchi (ovvero il presidente degli Stati Uniti d'America). Il governo metteva spesso a disposizione degli agenti indiani grosse somme di denaro, teoricamente destinate alla gestione finanziaria della tribù, ma sovente incamerate dalle stesse agenzie indiane, dove la corruzione era dilagante a causa della grande distanza che le separava dal potere centrale di Washington, che quindi le controllava poco o nulla. Gli agenti indiani avevano a disposizione anche una grande quantità di merce da distribuire in maniera gratuita alle tribù in cambio della pace col governo americano, ma spesso le rivendevano in maniera fraudolenta alle stesse tribù o a intermediari che a loro volta le rivendevano ai nativi a prezzi esorbitanti.

### Canada
A differenza degli Stati Uniti, dove l'agente indiano era un estraneo nominato dal governo, spesso in Canada a ricoprire tale ruolo veniva chiamato un individuo che già risiedeva nei pressi della tribù o che comunque vi intratteneva stretti rapporti. I compiti dell'agente indiano canadese erano comunque simili a quelli dell'omologo statunitense, potendo perfino godere di potere giudiziario entro i confini delle riserve.

## Storia

### Stati Uniti d'America
Già fin dalla sua istituzione dopo la guerra d'indipendenza americana il governo degli Stati Uniti d'America intratteneva le proprie relazioni con le tribù di nativi tramite la mediazione di singoli agenti sul posto. Fu il Segretario di Stato Henry Knox a promuovere l'istituzione degli agenti indiani, ritenendoli necessari per intrattenere relazioni con le tribù. Tali figure, rappresentanti spesso informali, operarono con relativa e piena indipendenza fino al 1824, quando per regolarle fu fondato il Servizio per gli Affari Indiani, dipendente dal Dipartimento della guerra degli Stati Uniti d'America. Nel 1831 cambiò nome in Commissariato per gli Affari Indiani, passando alle dipendenze del solo presidente degli Stati Uniti d'America affinché egli potesse avere un canale di comunicazione più diretto con le tribù.
Teoricamente la figura dell'agente indiano avrebbe dovuto facilitare le relazioni tra i nativi e gli statunitensi, ma i comportamenti spesso scorretti e predatori adottati dagli agenti e dalle loro agenzie causò invece picchi di ostilità da parte degli indiani, risultando in una generale diffidenza verso gli Stati Uniti e quindi nello scoppio delle guerre indiane. Dalla metà del XIX secolo cominciarono quindi a verificarsi aggressioni anche mortali ai danni degli agenti indiani, come avvenne al corrotto e spietato Andrew Myrick, brutalmente ucciso dai Dakota nel 1862 e la cui morte causò la guerra di Piccolo Corvo. Un tentativo di riformare le agenzie indiane dandole in gestione ad enti religiosi durante la presidenza di Ulysses S. Grant fallì miseramente a causa della corruzione ormai profondamente radicata negli enti stessi.
Alla fine del XIX secolo Grover Cleveland introdusse limitate riforme per migliorare la gestione delle riserve indiane da parte degli agenti, ma fu solo con l'Indian Reorganization Act del 1934 che ai nativi fu permesso di essere a loro volta nominati agenti indiani e amministrare direttamente le riserve. Col tempo la figura dell'agente indiano, ormai non più necessaria in quanto sostituita da appositi sovrintendenti, venne man mano abolita da ogni riserva.

### Canada
Gli agenti indiani cominciarono a essere nominati in Canada a partire dagli anni 1830, con l'espansione della colonia britannica verso ovest. Mentre negli Stati Uniti l'agente indiano era una figura politica spesso periferica e con poche prospettive di carriera, in Canada gli agenti potevano ambire a posizioni di comando nel Dipartimento degli Affari Indiani.
Come negli Stati Uniti, anche in Canada gli agenti indiani divennero figure temute e odiate dai nativi. Negli anni 1960 il governo del Canada cominciò a concedere l'autonomia alle riserve indiane, favorendo così infine l'abolizione del ruolo dell'agente indiano.